# Cueva Fuyan
Cueva de Fuyan (en chino simplificado, 福岩洞) es un complejo de cuevas de piedra caliza en la aldea de Tangbei, ciudad de Lefutang, Daoxian, provincia de Hunan, centro sur de China, famosa por el descubrimiento de la evidencia más antigua de seres humanos completamente modernos fuera de África. 47 dientes humanos, que datan de hace entre 80 000 y 120 000 años, fueron descubiertos en la cueva de Fuyan.

## Geología
Fuyan consta de tres cuevas conectadas por túneles. El sistema de cuevas tiene un volumen de 3000 m³ y una superficie superior a 3 km².

## Descubrimiento
La cueva de Fuyan fue descubierta en 1984. La cueva se encuentra en la latitud 25° 39′ 02.7″ N, longitud 111° 28′ 49.2″ E, a 232 metros sobre el nivel del mar. 
Fue excavada en 2011 en un área de 20 m².

### Dientes de Daoxian
La excavación de septiembre y octubre de 2011 reveló 5 dientes de homínidos y restos fósiles de 39 especies diferentes de mamíferos, incluidos algunos extintos.  La cueva fue excavada de nuevo en 2013, cuando se encontraron el resto de los dientes humanos y otros.
Los llamados dientes de Daoxian, cuyos códigos de catálogo son de DX1 a DX47, fueron descritos por W. Liu et al. en 2013 y 2015.
Los dientes también son inusuales por mostrar signos de caries, una característica que generalmente no se encuentra en dientes mayores de 50 000 años.
Los dientes fueron descubiertos en la cueva del medio.

## Datación
Los dientes fueron datados al fechar las estalagmitas cercanas. Las estalagmitas databan de, al menos, 80 000 años, como los dientes se encontraron debajo de la roca sobre la cual habían crecido las estalagmitas deben tener más de 80 000 años.
Sin embargo, una nueva investigación, publicada en 2021, cuestiona las dataciones anteriores. Los investigadores extrajeron ADN de 10 dientes humanos y establecieron la edad de otros materiales en las cuevas de Fuyan, como carbón y dientes de animales, utilizando una variedad de métodos diferentes. El equipo descubrió que los dientes tenían al menos 16.000 años de antigüedad, mientras que los otros materiales tenían menos de 40.000 años.

## Trascendencia
El descubrimiento es importante por muchas razones. Antes de este descubrimiento, la evidencia más temprana de humanos completamente modernos fuera de la península arábiga (cueva Tianyuan, cueva Niah y hombre de Mungo) data de alrededor de 40 000 a 50 000 años, por lo que el descubrimiento en la cueva Fuyan proporciona la evidencia que muestra que los humanos emigraron de África mucho antes de lo que se suponía anteriormente. En segundo lugar, los hallazgos en la cueva de Fuyan están mucho más cerca de los humanos modernos que de los hallazgos contemporáneos en Xujiayao y Qafzeh. En tercer lugar, el descubrimiento muestra que los humanos modernos llegaron al sur de China cuando había un homínido más antiguo y más primitivo presente en el norte de China. Por último, el descubrimiento muestra que los humanos modernos estaban presentes en Asia en un momento en que no hay evidencia de humanos totalmente modernos en Europa (43 000 a. C.), lo que tal vez se explica por la presencia de neandertales en Europa que impidieron la entrada de los humanos modernos.